# Kimmo Sasi
Kimmo Kalevi Immeri Sasi, född 21 februari 1952 i Tammerfors, död 16 april 2025 i Helsingfors, var en finländsk politiker (Samlingspartiet). Han var ledamot av Finlands riksdag 1983–2015. Han var utrikeshandelsminister 1999–2002 och kommunikationsminister 2002–2003 i Regeringen Lipponen II. Han var president för Nordiska rådet 2012.
Kimmo Sasi var ordförande för styrelsen för Hanaholmens kulturcentrum sedan 2009.

## Utmärkelser
- Riddartecknet av I klass av Finlands Vita Ros’ orden,  6 december 1991[6]
- Kommendörstecknet av Finlands Vita Ros’ orden,  6 december 2000[6]
- Andra graden av Terra Mariana-korsets orden,  16 november 2001[7]
- Förtjänstmedalj för motorfordonstrafikarbete,  11 mars 2003[8]
- Kommendör av Nordstjärneorden,  2010[9]

[Redigera Wikidata]